# Hadong
Hadong (kor. 하동군, hancha: 河東郡, Hadong-gun) – powiat w Korei Południowej, w południowo-zachodniej części prowincji Gyeongsang Południowy. W 2006 roku liczył 53 070 mieszkańców. Graniczy z miastami Jinju i Sacheon od wschodu i z miastem Gwangyang (prowincja Jeolla Południowa) od zachodu, a także z powiatami Sancheong i Hamyang od północy, Gurye (prowincja Jeolla Południowa) od północnego zachodu i Namhae od południa. Przez powiat przebiega 289-kilometrowa linia kolejowa Gyeongjeon, łącząca stolicę prowincji Jeolla Południowa, Gwangju, oraz miasto Miryang w prowincji Gyeongsang Południowy.

## Historia
Od czerwca 1895 roku powiat Hadong był częścią regionu Jinju, rok później wszedł w skład nowo utworzonej prowincji Gyeongsang Południowy. W październiku roku 1938 dystrykt Hadong został podniesiony do rangi miasteczka.
Podczas wojny koreańskiej teren powiatu był areną starć wojsk Stanów Zjednoczonych i Korei Południowej oraz wojsk północnokoreańskich, które pod koniec lipca 1950 rozbiły tu Amerykanów i Koreańczyków z Południa w tzw. zasadzce pod Hadongiem.

## Podział administracyjny powiatu
W skład powiatu wchodzą następujące jednostki administracyjne:
| Nazwa jednostki administracyjnej | Rodzaj jednostki administracyjnej | Hangul | Hancha |
| -------------------------------- | --------------------------------- | ------ | ------ |
| Hadong-eup                       | miasteczko                        | 하동읍 | 河東邑 |
| Hwagae-myeon                     | dystrykt                          | 화개면 | 花開面 |
| Akyang-myeon                     | dystrykt                          | 악양면 | 岳陽面 |
| Jeongnyang-myeon                 | dystrykt                          | 적량면 | 赤良面 |
| Hoengcheon-myeon                 | dystrykt                          | 횡천면 | 橫川面 |
| Gojeon-myeon                     | dystrykt                          | 고전면 | 古田面 |
| Geumnam-myeon                    | dystrykt                          | 금남면 | 金南面 |
| Jingyo-myeon                     | dystrykt                          | 진교면 | 辰橋面 |
| Yangbo-myeon                     | dystrykt                          | 양보면 | 良甫面 |
| Bukcheon-myeon                   | dystrykt                          | 북천면 | 北川面 |
| Cheong'am-myeon                  | dystrykt                          | 청암면 | 靑岩面 |
| Okjong-myeon                     | dystrykt                          | 옥종면 | 玉宗面 |
| Geumseong-myeon                  | dystrykt                          | 금성면 | 金星面 |

## Regiony i miasta siostrzane
- Miasto Anyang (prowincja Gyeonggi)
- Miasto Gwangyang (prowincja Jeolla Południowa)
- Miasto Geoje (prowincja Gyeongsang Południowy)
- Dzielnica Seongdong (miasto Seul)
- Dzielnica Haeundae (miasto Pusan)
- Miasto na prawach powiatu Zhangqiu (prowincja Shandong)
- Miasto o statusie prefektury miejskiej Ya’an (prowincja Syczuan)
- Miasto o statusie prefektury miejskiej Zhangjiajie (prowincja Hunan)